# ماكسيم شتاينبرغ
ماكسيم شتاينبرغ هو مؤرخ بلجيكي، ولد في 13 ديسمبر 1936، وتوفي في 26 يوليو 2010.

## وصلات خارجية
- الموقع الرسمي